# Juan de la Cabada
Juan de la Cabada Vera (San Francisco de Campeche, 4 de septiembre de 1899-Ciudad de México, 26 de septiembre de 1986) fue un escritor mexicano. Radicó en diversas ciudades de México de 1923 a 1927 y allí publicó sus primeros cuentos y relatos. 

## Obras
Sus obras comenzaron  a ser apreciadas en 1940 con la aparición de sus cuentos Paseo de mentiras e Incidentes melódicos del mundo irracional, obra que en 1944 fue comentada por el crítico de literatura y cronista de la ciudad de México José Luis Martínez, al calificarla como una extraordinaria fantasía de inspiración indígena. Obra que el reconocido mayista, el profesor Alfredo Barrera Vásquez expresó que Juan de la Cabada es uno de los iniciadores en el estudio de la música indígena maya.
Fue fundador de la Liga de Escritores y Artistas Revolucionarios (LEAR) en 1923 y Presidente del Primer Congreso de Escritores Mexicanos, reunidos en Nueva York en mayo de 1935. Juan de la Cabada también escribió un guion cinematográfico titulado El brazo fuerte, que apareció en 1963 y que constituye una sátira contra el caciquismo.
Escribió también un libro que recoge la tradición carnavalesca de Campeche titulado «La Guaranducha». Fue colaborador del periódico El Machete, órgano del Partido Comunista Mexicano, al que siempre perteneció, fue designado en mayo de 1979 diputado federal por el distrito segundo de Ciudad del Carmen, Campeche. Ese mismo año, se le otorgó el título de doctor honoris causa por la Universidad Autónoma de Sinaloa.
También fue creador de la película "Maratón de baile"[cita requerida]. Colaboró en la película de Luis Buñuel Subida al cielo, cuyo argumento fue obra de Manuel Altolaguirre y Manuel Reachi, y cuyo guion fue escrito en colaboración por Manuel Altolaguirre, Juan de la Cabada, Lilia Solano y Luis Buñuel.

## Legado
Tras su fallecimiento en 1986, su valiosa biblioteca personal fue adquirida por el Secretario de Gobernación. La colección posteriormente fue donada al acervo a la Universidad de Veracruz el 14 de abril de 1990 y hasta esta fecha actual ha permanecido.
En 1928 ingresa al Partido Comunista de México. De regreso a la capital de la República colabora en diferentes periódicos de izquierda: “El Libertador”, “Espartaco”, “El Machete”, los que publican algunas de sus nuevas producciones: "Más que negocio", "Hecho en México", "De sesión a sesión", "Oro judío", entre otros.
Para marzo de 1929 parte a Guadalajara; lo encarcelan y de vuelta en la capital de la República dedica sus actividades a tareas organizativas dentro de la Cámara del Trabajo y la Confederación Sindical Unitaria de México (CSUM). Por sus ideas, junto con otros compañeros del Partido, es encarcelado varias veces, recuerdos que están contenidos en su novela Estancias a la Sombra, hasta ahora inédita.
A principios de 1931, en compañía de los artistas Leopoldo Méndez, David Alfaro Siqueiros y Pablo O'Higgins, funda Llamada, órgano de la Lucha Intelectual Proletaria (LIP).
En 1932, dentro de la Unión de Estudiantes Pro-Obrero y Campesino (UEPOC), a la vez que participa en alfabetizar a los sectores más atrasados de la población, se ocupa en robustecer la campaña antifascista, uno de cuyos órganos de lucha, titulado Contra la guerra y el fascismo, le publica el cuento "Plomo", que posteriormente sirvió de base a una dramatización.
De aquella época son también sus cuentos "Las ratas", "Diez minutos", "El baño", "El reloj", "La ocupación", "El pórtico de Don Blas" y "El lavatorio de la Virgen".
Durante 1933, en la revista Todo aparecen "La niña" y "A bordo", relato este que incluye al poco tiempo, en versión inglesa, el magazine Mexican Art and Life.
De 1933 a 1935 fundan la Liga de Escritores y Artistas Revolucionarios (L.E.A.R.) y publican la revista Frente a Frente. En el mes de mayo de 1935 lo designan como uno de sus delegados al Primer Congreso de Escritores Americanos, reunido en Nueva York, donde permanece por un año. A su retorno lo eligen como el segundo presidente de la LEAR. A finales de 1936 parte a Campeche, Yucatán y Quintana Roo en busca de materiales para su novela Chicle, que no terminó y de la cual sólo existen cuadernos con parte de la investigación.
En 1937, junto con otros artistas e intelectuales, viaja a España. Durante la guerra civil española se une colaborando con la resistencia dentro del Socorro Rojo Internacional (S.R.I.). Participa con Angélica Arenal como contacto clandestino para rescatar a varios reclusos mexicanos y exiliados políticos de los campos de concentración de los Pirineos orientales. Publica varios cuentos.
Ese mismo año emprende un largo viaje a Europa; publica "Taurino López" en la revista Hora de España y otros relatos en el semanario Voix de Madrid, editado en París (1938).
Vuelve a México a mediados de 1939. Colabora en el diario “El Popular”, en la revista literaria Romance, y escribe para Futuro una semblanza de Francisco Javier Mina.
Aparece su primer libro Paseo de Mentiras en la Editorial Séneca, el año de 1940, del cual los críticos de la época hacen mención en sus reseñas.
Pasa de nuevo una larga temporada (1940-1943) compartiendo la existencia de parajes selváticos en Quintana Roo y Campeche, con intervalos de reposo en Yucatán, desde donde colabora en algunas publicaciones de la capital de la República, como Tierra Nueva ("El brazo de Pancho"). Cuadernos Americanos ("Nicodemus"), Hijo pródigo ("El Grillo Crepuscular"), México en la Cultura ("El P'poquín").
Su participación dentro del Taller de Gráfica Popular contribuyó a la cimentación del mismo. La Estampa Mexicana edita su segundo libro Incidentes Melódicos del Mundo Irracional, en 1944.